# セント・ドミンゴ・ドッグ
セント・ドミンゴ・ドッグ（英：St.Domingo Dog）とは、ハイチ及びドミニカ共和国原産の野生（野良）の犬種である。別名はサン・ドミンゴ・ドッグ、セント・ドミンゴ・グレイハウンド（英：St.Domingo Greyhound）。

## 歴史
16世紀頃に原産地に来たスペイン人冒険家が持ち込んだスパニッシュ・グレイハウンドが逃げ出して野生化し、森林地帯に住み着いて地元の犬と交雑して土着化したものである。犬種になったのは16世紀の後半で、これを農民やスペイン人が飼い慣らして家の番犬や畑のガードドッグとして使っていた。18世紀になるとビュフォンが著書の『博物誌』の中で本種のことについて言及し、原産地外にも知られるようになった。1840年には、本種の姿が初めてカラー図版化された。チャールズ・ハミルトン・スミスという人物によって描かれたこの姿は野犬とは思えないほど美しく、海外から来た人によって輸出される事も多々あったといわれている。
しかし、原産地の森林地帯が伐採されて減少すると、本種は人里に出没して家畜を襲うようになり、多くが毒殺されてしまった。それにより20世紀ごろには姿が見られなくなってしまった。森林地帯の奥地や海外にまだ数頭が生き残っている可能性が指摘されているが、生存しているという報告は長い間行われておらず、現在は絶滅犬種として取り扱われている。
なお、チャールズ・ハミルトン・スミスが描いた図版は誇張が行われたのではないかとする見方もある。しかし、この図版以外に写真や絵はほとんど残されておらず、絶滅認定が行われた現在、この真相を確かめるすべは何も残されていない。

## 特徴
残されたデータに加えて上で説明した図版で描かれた姿を描写すると、背中が平らで、引き締まってすらりとした体型をしている。グレイハウンドタイプの犬種で、マズル・首・脚・胴・尾が長い。マズルは先細りで、頭頂部は平たい。小さい半立ち耳、ふさふさしたサーベル形の長い垂れ尾を持つ。コートはなめらかなショートコートで、毛色は空色がかったグレー。体高70cm前後の大型犬で、性格は忠実で防衛本能が強い。粗食にも耐え、訓練の飲み込みは早かったといわれている。

## 参考
『デズモンド・モリスの犬種事典』デズモンド・モリス著書、福山英也、大木卓訳 誠文堂新光社、2007年